# 国務総理杯世界アマチュア囲碁選手権戦
国務総理杯世界アマチュア囲碁選手権戦（こくむそうりはい せかいアマチュアいごせんしゅけんせん, Korea Prime Minister's Cup International Amateur Baduk Championship）は、韓国で開催される囲碁のアマチュア世界一を決める大会。
2006年に開始し、毎年開催される。2006年第1回は国際囲碁連盟加盟の69か国・地域の代表選手100余名が参加した。
2021年8月に行われた第16回には64カ国/地域（ヨーロッパ30、アジア16、北中南アメリカ13、アフリカ3、オセアニア2）から64選手が参加。
第16回まで複数回優勝した選手はいない。優勝者の国籍は、韓国8人、中国7人、台湾1人である。
持ち時間は60分、使い切ると30秒の秒読みを3回。
- 主催 韓国棋院、韓国アマチュア囲碁協会
- 優勝賞金 300万ウォン

## 成績
| 回次 | 年度 | 開催地 | 優勝者               | 2位                   | 3位                                                   | 4位              |
| ---- | ---- | ------ | -------------------- | --------------------- | ----------------------------------------------------- | ---------------- |
| 1    | 2006 | 水原市 | 禹東河（韓国）       | 胡煜清（中国）        | Yong Duck NOH（フィリピン）                           | 平岡聡（日本）   |
| 2    | 2007 | 水原市 | 姜昌培（韓国）       | 胡煜清（中国）        | 陳禧（中華台北）                                      | 永代和盛（日本） |
| 3    | 2008 | 高陽市 | 簡立宸（中華台北）   | 李相憲（韓国）        | 趙威（中国）                                          |                  |
| 4    | 2009 | 水原市 | 宋弘錫（韓国）       | 王琛（中国）          | 陳乃申（香港）                                        | 金沢盛栄（日本） |
| 5    | 2010 |        | 李相憲（韓国）       | 土棟喜行（日本）      | 胡煜清（中国）                                        |                  |
| 6    | 2011 | 浦項市 | 陳梓健（中国）       | 兪炳竜（韓国）        | 平岡聡（日本）                                        | 楊靖（カナダ）   |
| 7    | 2012 |        | 韓升洲（韓国）       | 胡煜清（中国）        |                                                       |                  |
| 8    | 2013 |        | 朴載根（韓国）       | 付利（中国）          |                                                       |                  |
| 9    | 2014 |        | 魏太雄（韓国）       | 胡煜清（中国）        |                                                       |                  |
| 10   | 2015 |        | 胡煜清（中国）       | 金熙中（韓国）        | Cristian Pop（ルーマニア）                            | 呂浩鈞（USA）    |
| 11   | 2016 |        | 楊潤東（中国）       | 賴宥丞（中華台北）    | 金熙洙（韓国）                                        |                  |
| 12   | 2017 |        | 趙亦康（中国）       | 大関稔（日本）        |                                                       |                  |
| 13   | 2018 |        | 呂立言（中国）       | 鄭粲鎬（韓国）        |                                                       |                  |
| 14   | 2019 |        | 何鑫（中国）         | 崔源進（韓国）        |                                                       |                  |
| 15   | 2020 | 太白市 | 馬天放（中国）       | 大関稔（日本）        | 李義賢（韓国）、朴永雲（香港）                        |                  |
| 16   | 2021 |        | Kim Seung Gu（韓国） | Huang Qiuxuan（中国） | Sornarra Pongsakarn（タイ）、Anton Chernykh（ロシア） |                  |